# Minhat Hinnukh
El Minhat Hinnukh (en hebreu: מנחת חינוך) és un comentari legal sobre el Séfer ha-Hinnukh. Va ser escrit pel Rabí Yosef Babad (1800-1874), president del tribunal rabínic (Bet Din) de Ternòpil. El Séfer Ha-Hinnukh discuteix sistemàticament els 613 manaments de la Torà, la seva font bíblica i els seus fonaments filosòfics, mentre que el Minhat Hinnukh serveix com un comentari legal, a través de la perspectiva del Talmud i els Rixonim. El Minhat Hinnukh és àmpliament estudiat a les iexives i en grups d'estudi privats, i roman una obra popular fins al dia d'avui.